# Locomotiva FVB 11-14
Le locomotive serie 11–14 della Ferrovia della Valle Brembana erano un gruppo di locomotive elettriche monofasi, progettate per il traino dei treni merci, alla trazione dei quali sostituirono le meno potenti 1–5.
Le locomotive furono costruite dalla Breda di Milano, con parte elettrica TIBB; le prime 2 unità entrarono in servizio nel 1920–21, le successive 2 nel 1928.
Originariamente in livrea nera, vennero ridipinte in color vinaccia negli anni cinquanta. Furono radiate e demolite in seguito alla chiusura della linea nel 1966.